# Онегинская строфа
«Онегинская строфа» — строфа, которой был написан роман в стихах Александра Сергеевича Пушкина «Евгений Онегин», 14 строк.

В основу строфы был положен сонет — 14-строчное стихотворение с определённой рифменной схемой. От сонета «английского» («шекспировского») Пушкиным было взято строфическое строение (три катрена и заключительное двустишие), от «итальянского» («петраркианского») сонета — принцип упорядоченности рифменной схемы, но в отличие от сонетной традиции, в которой упорядочение рифмы шло по линии связывания катренов между собой рифменными цепями, Пушкин упорядочил саму систему рифмовки: в первом катрене она перекрёстная, во втором — парная, в третьем — опоясывающая. Рифменная схема онегинской строфы выглядит так: AbAb CCdd EffE gg (прописными буквами традиционно обозначается женская рифма, строчными — мужская)
«Мой дядя самых честных правил,

Когда не в шутку занемог,

Он уважать себя заставил

И лучше выдумать не мог.

Его пример другим наука;

Но, боже мой, какая скука

С больным сидеть и день и ночь,

Не отходя ни шагу прочь!

Какое низкое коварство

Полуживого забавлять,

Ему подушки поправлять,

Печально подносить лекарство,

Вздыхать и думать про себя:

Когда же чёрт возьмёт тебя?»

## Онегинская строфа после А. С. Пушкина
Непосредственным продолжателем пушкинской идеи выступил Михаил Лермонтов, написавший онегинской строфой поэму «Тамбовская казначейша», начинающуюся соответствующим объяснением по этому поводу:
Пускай слыву я старовером,

Мне всё равно — я даже рад:

Пишу Онегина размером;

Пою, друзья, на старый лад.

Прошу послушать эту сказку!

Её нежданную развязку

Одобрите, быть может, вы

Склоненьем лёгким головы.

Обычай древний наблюдая,

Мы благодетельным вином

Стихи негладкие запьём,

И пробегут они, хромая,

За мирною своей семьёй

К реке забвенья на покой.
В дальнейшем, к онегинской строфе обращались такие авторы, как Вячеслав Иванов, Максимилиан Волошин, Юргис Балтрушайтис, Игорь Северянин, Валерий Перелешин. В ряде случаев одиночную онегинскую строфу представляло собой отдельное стихотворение, и, таким образом, онегинская строфа использовалась как твёрдая форма.

## Онегинская строфа в иностранной поэзии
Наиболее известным иноязычным произведением, написанным онегинской строфой, является, по-видимому, роман в стихах англо-индийского поэта Викрама Сета «Золотые ворота» (англ. The Golden Gate; 1986), состоящий из 690 строф четырёхстопного ямба, выдерживающего положенную рифменную схему. Сюжет романа — жизнь и быт компании молодых яппи из Сан-Франциско в начале 1980-х годов.
To make a start more swift than weighty,

Hail Muse. Dear Reader, once upon

A time, say circa 1980,

There lived a man. His name was John.

Successful in his field though only

Twenty-six, respected, lonely,

One evening as he walked across

Golden Gate Park, the ill-judged toss

Of a red frisbee almost brained him.

He thought, «If I died, who’d be sad?

Who’d weep? Who’d gloat? Who would be glad?

Would anybody?» As it pained him,

He turned from this dispiriting theme

To ruminations less extreme.
Формальный выбор Сета был определён знакомством с английским переводом «Евгения Онегина» (строфой и размером оригинала), который был выполнен Чарлзом Хепбёрном Джонстоном и издан в 1977 году.
Впрочем, ранее онегинская строфа уже была использована по-английски Владимиром Набоковым, сочинившим стихотворение «О переводе „Евгения Онегина“» (англ. On Translating Eugene Onegin), в двух строфах которого объясняется решение Набокова перевести пушкинский роман на английский язык прозой. Онегинской строфой написаны также стихотворение Джона Столлуорси «Щелкунчик» (англ. The Nutcracker; 1987), посвящённое Исайе Берлину, и книга Дианы Бургин «Ричард Бургин. Жизнь в стихах» (англ. Richard Burgin. A Life in Verse; 1988) — беллетризованная биография отца автора, американского музыканта российского происхождения Ричарда Бургина (1892—1981). В этих случаях «русский след» в англоязычной онегинской строфе совершенно очевиден: Столлуорси, наряду с собственным поэтическим творчеством, переводил русскую поэзию (в частности, Александра Блока), а Бургин известна как филолог-русист и переводчик (в частности, Марины Цветаевой). Текст Бургин содержит многочисленные аллюзии на пушкинский оригинал, использует характерные для «Евгения Онегина» ритмико-синтаксические конструкции и т. п.:
My father, full of marvelous stories,

At eighty-seven had a stroke,

And left untold the joys and worries

He’d lived, of which he rarely spoke.

His reticence evoked adorement,

But oh, my goodness, what a torment

To realize I would never know

The life he played pianissimo.

What unbelievable frustration —

To guess at what was left unsaid,

To learn the relatives were dead

Who might confirm my inspiration,

To muse and question in remorse:

How could I fail to ask my source!

## Замечание
За рубежом Онегинскую строфу часто называют английским сонетом, противопоставляя ее французскому сонету.